# De belager
De belager is een Nederlandse tv-film uit 2000. De psychologische thriller werd in twee delen uitgezonden op VARA. Het is een eigen productie van VARA en speelt zich af in en rond Zaandam.
Pierre Bokma won een Gouden Kalf voor zijn rol als Marcel Paroo.
| De belager         | De belager                                     | De belager                                     |
| ------------------ | ---------------------------------------------- | ---------------------------------------------- |
| Genre              | Psychologische Thriller                        | Psychologische Thriller                        |
| Speelduur per afl. | 50 min.                                        | 50 min.                                        |
| Regie              | Dana Nechushtan                                | Dana Nechushtan                                |
| Scenario           | Hein Schütz Alma Popeyus                       | Hein Schütz Alma Popeyus                       |
| Hoofdrollen        | Kim van Kooten Pierre Bokma Johanna ter Steege | Kim van Kooten Pierre Bokma Johanna ter Steege |
| Land van oorsprong | Nederland                                      | Nederland                                      |
| Taal               | Nederlands                                     | Nederlands                                     |
| Locatie            | Zaandam                                        | Zaandam                                        |
| Productie          |                                                |                                                |
| Producent          | Bernadette Bout                                | Bernadette Bout                                |
| Uitzendingen       |                                                |                                                |
| Start              | 27 oktober 2000                                | 27 oktober 2000                                |
| Einde              | 4 november 2000                                | 4 november 2000                                |
| Afleveringen       | 2                                              | 2                                              |
| Seizoenen          | 1                                              | 1                                              |
| Netwerk of omroep  | VARA                                           | VARA                                           |

## Verhaal
Deel 1
Marcel Paroo is een op het oog keurige wethouder, maar achter de voordeur... Zijn huwelijk met Eva loopt op de klippen en de rechter verbiedt hem tijdelijk de omgang met zijn kinderen in afwachting van het vonnis. Paroo besluit de pers op te zoeken en vraagt expliciet aan de gewaagde journaliste Nikki Witte om zijn verhaal met de buitenwereld te delen: de rechter heeft hem de omgang met zijn kinderen ontzegd. Hij hoopt met zijn verhaal een maatschappelijk debat los te kunnen maken. Nikki gaat mee in zijn verhaal en krijgt zelfs een verhouding met Paroo, echter kan ze niet anders dan ook het verhaal van Eva aan te horen. Eva vertelt dat Paroo lijdt aan Münchhausen by proxy en dat de kinderen veel te vaak naar het ziekenhuis moesten na een "ongelukje". Nikki gelooft het niet en zegt Paroo er niks mee te doen. De volgende ochtend blijkt het bandje met het beeldmateriaal te zijn verdwenen, Paroo heeft het laten verdwijnen. Nikki zoekt hem op in het stadhuis en wordt woest, Paroo zet haar neer als aan de kant gezette no-nightstand. 's Nachts gaat ze uit en laat ze de teugels vieren. Eenmaal bij haar auto wordt ze meegetrokken naar achter en in het donker door Paroo verkracht. Nikki doet aangifte, maar Paroo gaat er direct tegenin: hij vecht de zaak tegen hem aan. Nikki zoekt contact met Eva om haar nogmaals haar verhaal te laten doen. Paroo krijgt het verhaal door en laat Eva wegroepen, onderweg komt Eva bij een "verkeersongeval" om. Paroo rijdt langs haar verongelukte auto met rokende motor na het ongeluk. Nikki wacht tevergeefs op Eva.
Deel 2
Eva's advocate en zus Ellis besluit dat het nu definitief gedaan moet zijn met Paroo, hij heeft haar zus, maar ook haar neefje en nichtje, te veel aangedaan. Ze voert een strijd met Paroo om hem definitief te laten boeten voor wat hij heeft gedaan, echter loopt hij steeds meer tegen de lamp als hij zijn dochter Larissa steeds hoger duwt op de schommel en de artsen na het zoveelste incident ingrijpen. Paroo wordt uit de ouderlijke macht gezet en besluit Ellis de oorlog te verklaren: oog om oog, tand om tand of zoals hij het zelf zegt: als wij ons leed delen. Hij zijn kinderen kwijt, zij haar kind kwijt. Nikki besluit Paroo het vuur aan de schenen te leggen met gemonteerde filmpjes, wat zijn positie als wethouder aan het wankelen brengt en samen met Ellis bedenken ze hoe ze het beste van Paroo af kunnen komen. Paroo zoekt regelmatig de woonboot van Ellis op en geeft haar dochter Zus een ijsje of spookt rond midden in de nacht om Ellis gek te maken. Hij krijgt het plan van Ellis en Nikki door en overmeestert Ellis in haar woonboot, bindt haar vast en geeft aan op zoek te zijn naar Zus. Ellis moet weten hoe het is om haar kind kwijt te raken, hij wil iemand die met hem meeleeft. Hij gaat op zoek naar Zus en als hij haar lijkt te vinden, overmeestert Nikki hem, waarna ze hem het dek opjaagt. Zus maakt Ellis los, terwijl Paroo Nikki overmeestert, samen met haar het water induikt om haar dan te verdrinken, Ellis komt nog net op tijd aan en weet Paroo met een zwaar voorwerp dood te slaan, om vervolgens Nikki te redden. Ze binden de dode Paroo vast aan de giek en starten de motor van de boot.

## Cast
| Acteur                    | Personage              | Deel 1 | Deel 2 |
| ------------------------- | ---------------------- | ------ | ------ |
| Kim van Kooten            | Nikki Witte            | x      | x      |
| Pierre Bokma              | Marcel Paroo           | x      | x      |
| Johanna ter Steege        | Ellis Pauw             | x      | x      |
| Hilt de Vos               | Eva Paroo              | x      | x      |
| Robin Schoonheijt         | Larissa Paroo          | x      | x      |
| Daan van Dugteren         | Florijn Paroo          | x      | x      |
| Franky Ribbens            | Kebir                  | x      | x      |
| Hadewych Minis            | Sita                   | x      | x      |
| Menno van Beekum          | P.S.                   | x      | x      |
| Roef Ragas                | Advocaat               | x      | x      |
| Ingeborg Uijt den Bogaard | Rechter                | x      | x      |
| Hannah van der Sande      | Didy                   | x      | x      |
| Sijtze van der Meer       | Gerold                 | x      | x      |
| Matthias Maat             | Mr. Snester            |        | x      |
| Krijn ter Braak           | Partijvoorzitter       | x      | x      |
| Dana Nechushtan           | Verslaafde prostitutee | x      |        |
| Alexander Elmecky         | Rechercheur            |        | x      |
| Vincent Moes              | Agent                  | x      | x      |
| Rian Gerritsen            | Agente                 | x      |        |
| Danny de Kok              | Stapper                | x      |        |